# 아다다 (영화)
《아다다》는 1987년에 개봉한 한국 영화이다. 계용묵의 소설 《백치 아다다》를 원작으로 한다.

## 줄거리
벙어리인 아다다는 순결한 정신세계를 가진 여인이다. 자신의 신체적인 결함 때문에 생활에서 도외시당하는 일을 스스로 용납하지 않으며, 부여된 생의 순간 순간을 적극적으로 임한다. 몰락한 양반 집안의 후예인 영환은 아다다를 신부로 맞아들여 행복한 보금자리를 마련하고, 부유한 생활을 꿈꾼다. 영환이 얄팍한 이기적인 욕망 때문에 절대가치를 상실하게 되자 아다다는 반발하게 된다. 자신을 구속했던 무가치한 틀을 과감히 벗어 던지고, 어린 시절부터 평온의 대상이었던 수룡을 찾아간다. 그러나 수룡 역시, 현실적 욕구의 노예가 되어 아다다를 수단으로 삼고 만다.

## 캐스팅
- 신혜수 : 아다다 역
- 한지일 : 영환 역
- 이경영 : 수룡 역
- 전무송 : 친정아버지 역
- 박웅 : 시부 역
- 김지영 : 시모 역
- 김복희 : 친정어머니 역
- 박지훈 : 삼육 역
- 나정옥 : 매파 역
- 주상호 : 집사 역
- 강정아 : 미옥 역
- 오희찬 : 친정오빠 역
- 유명순 : 무당 역
- 이석구 : 장쇠 역
- 박종설 : 팔선 역
- 최일개 : 영환백부 역
- 김애라 : 평댁 역
- 권일정 : 행랑어멈 역
- 신동욱 : 구산 역
- 박예숙 : 용팔네 역
- 김경란 : 오목례 역
- 정미경 : 점순네 역
- 조학자 : 복순네 역
- 성명순 : 안성댁 역
- 임희수 : 춘심 역
- 이숙희 : 양촌댁 역
- 이경희 : 아다다올케 역
- 홍원선 : 삼남 역
- 고영란 : 작부 1 역
- 강현주 : 작부 2 역

## 같이 보기
- 백치 아다다